# 潘泽海
潘泽海（1909年-1984年），生于安徽桐城，黄梅戏男演员，擅长旦角表演。代表作品有黄梅戏《何氏劝姑》(饰演何氏)、《买花记》(饰演陈氏)。其女潘璟琍也是知名黄梅戏演员。